# Stugeta marmoreus
Stugeta marmoreus is een vlinder uit de familie van de Lycaenidae. De wetenschappelijke naam van de soort is voor het eerst gepubliceerd in 1866 door Arthur Gardiner Butler.
De soort komt voor in Senegal, Burkina Faso, Guinee, Ivoorkust, Ghana, Nigeria, Zuid-Soedan, Oeganda en Kenia.